# منطقه ۱۷ (قطر)
منطقه ۱۷ یک منطقهٔ مسکونی در قطر است که در دوحه (شهرداری) واقع شده‌است. منطقه ۱۷ ۰٫۴ کیلومتر مربع مساحت و ۶٬۰۲۶ نفر جمعیت دارد.